# Eurylaime à flancs roux
Smithornis rufolateralis
Espèce
Statut de conservation UICN

 LC  : Préoccupation mineure
L'Eurylaime à flancs roux (Smithornis rufolateralis) est une espèce de passereau appartenant à la famille des Calyptomenidae.
Cet oiseau vit en Afrique équatoriale.

## Liens externes

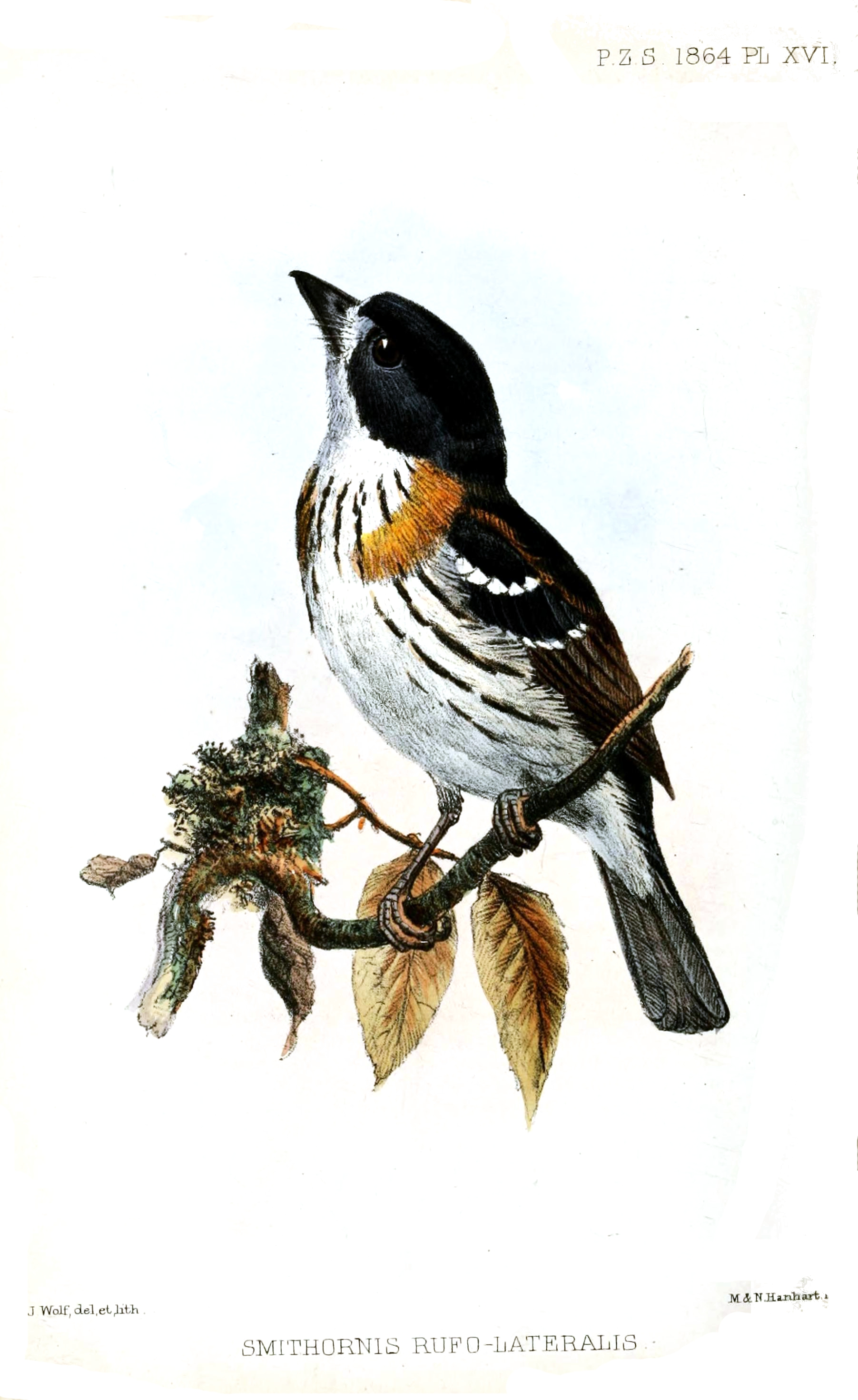